# Джеррі Фінн
Джеррі Фінн (англ. Jerry Finn, 31 березня 1969 — 21 серпня 2008) — американський музичний продюсер. Здобув найбільшу популярність завдяки роботі з такими музичними колективами, як Blink-182, Морріссі, AFI, Bad Religion, Alkaline Trio, MxPx, Rancid, Green Day, Sum 41 і The Offspring. Починав кар'єру як асистент інженера, потім став музичним інженером та займався зведенням альбомів.
Після крововиливу в мозок у липні 2008 року, 9 серпня Фінна відключили від апарату життєзабезпечення, після чого він, так і не опритомнівши, помер 21 серпня 2008 року. Фінн якраз закінчував роботу над новим альбомом Морріссі Years of Refusal, коли стався інсульт.

## Продюсовані альбоми

### 1994
- Green Day — Dookie (зведення)

### 1995
- The Muffs — Blonder and Blonder (інженер та зведення)
- Pennywise — About Time
- Rancid — ...And Out Come the Wolves
- Jawbreaker — Dear You (зведення)
- Green Day — Insomniac (зведення)

### 1996
- Fastball — Make Your Mama Proud
- The Daredevils — Hate You

### 1997
- Smoking Popes — Destination Failure
- Coward — Self-Titled

### 1998
- Superdrag — Head Trip in Every Key
- Rancid — Life Won't Wait (зведення)
- The Vandals — Hitler Bad, Vandals Good (зведення)
- The Living End — The Living End (зведення)

### 1999
- Blink-182 — Enema of the State
- Madness — Universal Madness (зведення)
- Fenix*TX — Fenix*TX

### 2000
- Blink-182 — The Mark, Tom, and Travis Show (The Enema Strikes Back!)
- MxPx — The Ever Passing Moment
- The Marvelous 3 — ReadySexGo!

### 2001
- Fenix*TX — Lechuza
- Sum 41 — All Killer No Filler
- Alkaline Trio — From Here to Infirmary (зведення)
- Blink-182 — Take Off Your Pants And Jacket
- Green Day — International Superhits! (сопродюсер)

### 2002
- Bad Religion — The Process of Belief (зведення)
- Box Car Racer — Box Car Racer
- MxPx — Ten Years and Running
- Sparta — Wiretap Scars

### 2003
- Vendetta Red — Between the Never and the Now
- AFI — Sing the Sorrow (сопродюсер та зведення)
- Alkaline Trio — Good Mourning (сопродюсер та зведення)
- Blink-182 — untitled

### 2004
- Морріссі — You Are the Quarry
- Marjorie Fair — Self Help Serenade
- The Vandals — Hollywood Potato Chip (зведення)

### 2005
- Eisley — Room Noises (зведення)
- The Offspring — Greatest Hits
- Alkaline Trio — Crimson
- Blink-182 — Greatest Hits

### 2006
- AFI — Decemberunderground
- (+44) — When Your Heart Stops Beating (сопродюсер та міксування)

### 2007
- Tiger Army — Music from Regions Beyond

### 2008
- Морріссі — Greatest Hits

### 2009
- Морріссі — Years of Refusal